# Otariidae
Gli otaridi (Otariidae Gray, 1825), comunemente detti otarie, sono una famiglia di mammiferi adattati alla vita marina, suddivisa in due sottofamiglie: Otariinae (leoni marini) ed Arctocephalinae (otarie orsine).
Il nome deriva dal greco ὠτάριον, piccola orecchia. Le otarie, contrariamente alle foche in senso proprio, possiedono i padiglioni auricolari, seppure poco sviluppati.

## Origine ed evoluzione
Le origini della famiglia possono essere ricercate tra alcuni membri primitivi della superfamiglia dei focoidi (Phocoidea). Alcuni Generi primitivi (ad es. Enaliarctos e Pteronarctos) vissuti nel Miocene inferiore (circa 20 milioni di anni fa) in Giappone e sulla costa occidentale del Nordamerica, in particolare, sembrerebbero possibili candidati. Le prime vere otarie, però, apparvero solo nel Miocene medio: Pithanotaria è il membro più antico del gruppo, ma ben conosciuto è anche Thalassoleon, vissuto fino al Pliocene inferiore e affine all'odierno Callorhinus. Il peruviano Hydrarctos, del Pliocene superiore, sembra invece simile al genere attuale Arctocephalus.

## Classificazione
Famiglia Otariidae
- Sottofamiglia Arctocephalinae: otarie orsine o da pelliccia
  - Callorino dell'Alaska, Callorhinus ursinus
  - Arctocefalo delle Kerguelen o arctocefalo antartico, Arctocephalus gazella
  - Arctocefalo di Guadalupe, Arctocephalus townsendi
  - Arctocefalo di Juan Fernandez, Arctocephalus philippii
  - Arctocefalo delle Galapagos, Arctocephalus galapagoensis
  - Arctocefalo del Sudafrica, Arctocephalus pusillus
  - Arctocefalo delle Auckland, Arctocephalus forsteri
  - Arctocefalo subantartico, Arctocephalus tropicalis
  - Arctocefalo del Sud America, Arctocephalus australis
- Sottofamiglia Otariinae: leoni marini
  - Leone marino di Steller, Eumetopias jubatus
  - Otaria della California o leone marino della California, Zalophus californianus
  - Leone marino sudamericano o otaria dalla criniera, Otaria flavescens
  - Leone marino australiano, Neophoca cinerea
  - Leone marino delle Auckland, Phocarctos hookeri

## Riproduzione

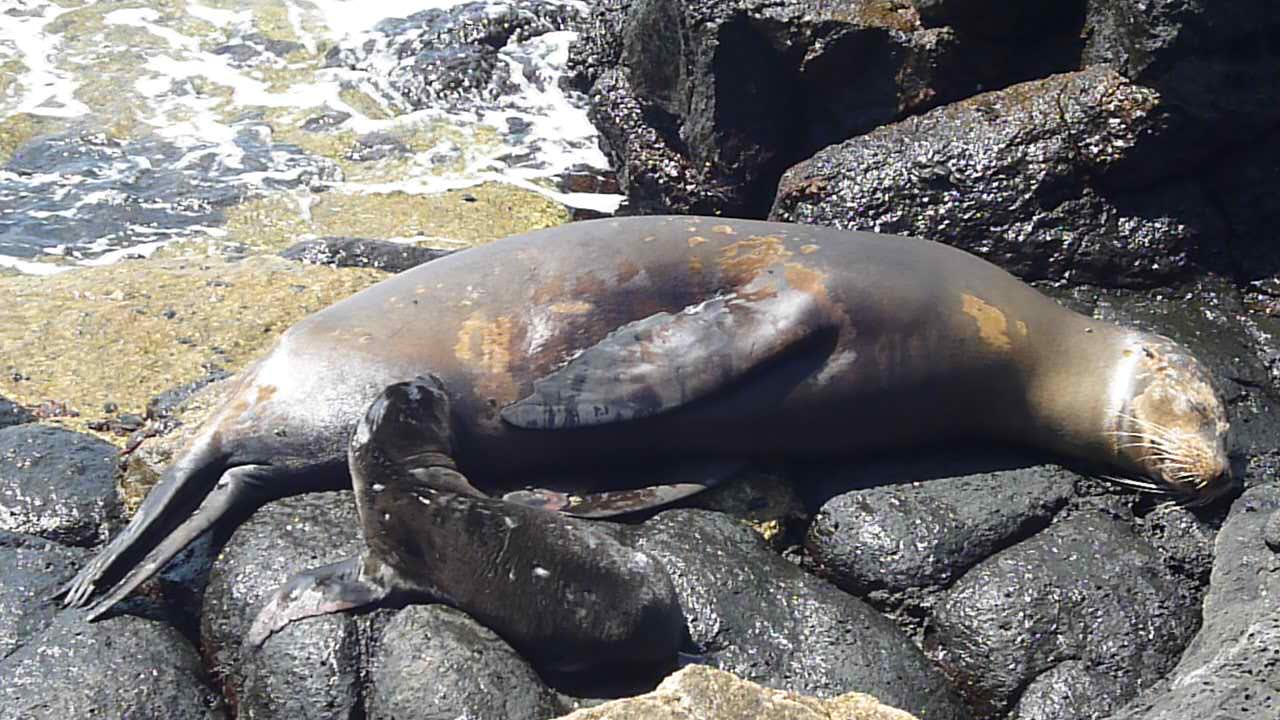
Otariidae Provincia delle Galápagos

Per potersi riprodurre i maschi devono lottare fra loro per decidere chi fra loro è più meritevole di accoppiarsi e per stabilire i propri territori. Per questa ragione, durante il periodo di riproduzione, i maschi tendono a essere aggressivi nei confronti di chiunque entri nel proprio territorio.
Dopo l'accoppiamento, la gestazione dura circa nove mesi, al termine dei quali normalmente viene partorito un unico cucciolo che rimarrà con la madre per un periodo di 1-3 anni.
La maturità sessuale dei maschi avviene a 9 anni, mentre per le femmine inizia a 6-8 anni.